# Grande Prêmio do Barém de 2023
O Grande Prêmio do Barém de 2023 (formalmente denominado Formula 1 Gulf Air Bahrain Grand Prix 2023) foi a primeira etapa da temporada de 2023 da Fórmula 1, disputada no dia 5 de Março de 2023 no Circuito Internacional do Barém, em Sakhir, Barém. O pódio ficou com Max Verstappen e Sergio Pérez da Red Bull Racing nas duas primeiras colocações e Fernando Alonso da Aston Martin acabou na terceira posição.

## Contexto
O evento foi realizado no fim de semana de 3 a 5 de março, sendo a corrida de abertura do Campeonato Mundial de Fórmula 1 de 2023.

### Participantes
Apesar da fratura do punho direito de Lance Stroll após um acidente de bicicleta e a realização de uma cirurgia, tendo possibilidade de ser substituído pelo piloto reserva da Aston Martin, o brasileiro Felipe Drugovich, ele foi confirmado para competir no Barém. Portanto, todos os pilotos e equipes eram os mesmos da lista de inscritos da temporada, sem pilotos substitutos adicionais para a corrida.
Oscar Piastri, Nyck de Vries e Logan Sargeant realizaram sua estreia na temporada na Fórmula 1 com McLaren, AlphaTauri e Williams, respectivamente, embora De Vries tenha feito sua estreia no  no Grande Prêmio da Itália 2022 pela Williams.

### Pneus
A fornecedora de pneus, Pirelli trouxe os compostos de pneus C1, C2 e C3 (duros, médios e macios, respectivamente) para as equipes usarem no evento.
| Nome do composto | Cor | Cor | Banda de rolamento | Condições de tempo | Aderência | Durabilidade |
| ---------------- | --- | --- | ------------------ | ------------------ | --------- | ------------ |
| Duro             | C1  |     | Lisa               | Seco               | Baixa     | Alta         |
| Médio            | C2  |     | Lisa               | Seco               | Média     | Média        |
| Macio            | C3  |     | Lisa               | Seco               | Alta      | Baixa        |

### Alterações de percurso
O terceiro ponto de ativação do DRS foi movido mais à frente, sendo posicionado a 250 metros (820 pé) após a curva 15.

## Treinos Livres
Em negrito, os respectivos melhores tempos de cada sessão. O ranking dos treinos foi colocado considerando-se o TL2.
| Pos.         | No. | Piloto           | Construtora                | Tempo    | Tempo | Tempo    | Tempo | Tempo    | Tempo |
| Pos.         | No. | Piloto           | Construtora                | TL1      | P.    | TL2      | P.    | TL3      | P.    |
| ------------ | --- | ---------------- | -------------------------- | -------- | ----- | -------- | ----- | -------- | ----- |
| 1            | 14  | Fernando Alonso  | Aston Martin-Mercedes      | 1:33.196 |       | 1:30.907 |       | 1:32.340 |       |
| 2            | 1   | Max Verstappen   | Red Bull Racing-Honda RBPT | 1:33.375 |       | 1:31.076 |       | 1:32.345 |       |
| 3            | 11  | Sergio Pérez     | Red Bull Racing-Honda RBPT | 1:32.758 |       | 1:31.078 |       | 1:32.446 |       |
| 4            | 16  | Charles Leclerc  | Ferrari                    | 1:34.257 |       | 1:31.367 |       | 1:32.624 |       |
| 5            | 27  | Nico Hülkenberg  | Haas-Ferrari               | 1:35.043 |       | 1:31.376 |       | 1:33.423 |       |
| 6            | 18  | Lance Stroll     | Aston Martin-Mercedes      | 1:34.298 |       | 1:31.450 |       | 1:32.919 |       |
| 7            | 10  | Pierre Gasly     | Alpine-Renault             | 1:35.455 |       | 1:31.475 |       | 1:33.064 |       |
| 8            | 44  | Lewis Hamilton   | Mercedes                   | 1:34.917 |       | 1:31.543 |       | 1:32.555 |       |
| 9            | 4   | Lando Norris     | McLaren-Mercedes           | 1:34.165 |       | 1:31.570 |       | 1:33.202 |       |
| 10           | 24  | Guanyu Zhou      | Alfa Romeo-Ferrari         | 1:34.575 |       | 1:31.586 |       | 1:33.180 |       |
| 11           | 31  | Esteban Ocon     | Alpine-Renault             | 1:35.105 |       | 1:31.608 |       | 1:33.116 |       |
| 12           | 77  | Valtteri Bottas  | Alfa Romeo-Ferrari         | 1:34.689 |       | 1:31.793 |       | 1:33.629 |       |
| 13           | 63  | George Russell   | Mercedes                   | 1:34.966 |       | 1:31.882 |       | 1:32.731 |       |
| 14           | 55  | Carlos Sainz Jr. | Ferrari                    | 1:36.072 |       | 1:31.956 |       | 1:32.945 |       |
| 15           | 81  | Oscar Piastri    | McLaren-Mercedes           | 1:34.997 |       | 1:32.024 |       | 1:33.045 |       |
| 16           | 20  | Kevin Magnussen  | Haas-Ferrari               | 1:34.402 |       | 1:32.110 |       | 1:33.381 |       |
| 17           | 23  | Alexander Albon  | Williams-Mercedes          | 1:36.018 |       | 1:32.440 |       | 1:33.882 |       |
| 18           | 22  | Yuki Tsunoda     | AlphaTauri-Honda RBPT      | 1:35.015 |       | 1:32.525 |       | 1:33.475 |       |
| 19           | 21  | Nyck de Vries    | AlphaTauri-Honda RBPT      | 1:35.402 |       | 1:32.605 |       | 1:34.082 |       |
| 20           | 2   | Logan Sargeant   | Williams-Mercedes          | 1:35.749 |       | 1:32.749 |       | 1:33.665 |       |
| Referências: |     |                  |                            |          |       |          |       |          |       |

## Qualificação
A qualificação foi realizada em 4 de março de 2023 às 18:00 no horário local (UTC+3) ou às 12:00 no horário de Brasília.

### Classificação da Qualificação
Em negrito, os respectivos melhores tempos de cada sessão e o piloto com a pole position.
| Pos.                     | No. | Piloto           | Construtora                | Tempos Qualificatórios | Tempos Qualificatórios | Tempos Qualificatórios | Grid final |
| Pos.                     | No. | Piloto           | Construtora                | Q1                     | Q2                     | Q3                     | Grid final |
| ------------------------ | --- | ---------------- | -------------------------- | ---------------------- | ---------------------- | ---------------------- | ---------- |
| 1                        | 1   | Max Verstappen   | Red Bull Racing-Honda RBPT | 1:31.295               | 1:30.503               | 1:29.708               | 1          |
| 2                        | 11  | Sergio Pérez     | Red Bull Racing-Honda RBPT | 1:31.479               | 1:30.746               | 1:29.846               | 2          |
| 3                        | 16  | Charles Leclerc  | Ferrari                    | 1:31.094               | 1:30.282               | 1:30.000               | 3          |
| 4                        | 55  | Carlos Sainz Jr. | Ferrari                    | 1:30.993               | 1:30.515               | 1:30.154               | 4          |
| 5                        | 14  | Fernando Alonso  | Aston Martin-Mercedes      | 1:31.158               | 1:30.645               | 1:30.336               | 5          |
| 6                        | 63  | George Russell   | Mercedes                   | 1:31.057               | 1:30.507               | 1:30.340               | 6          |
| 7                        | 44  | Lewis Hamilton   | Mercedes                   | 1:31.543               | 1:30.513               | 1:30.384               | 7          |
| 8                        | 18  | Lance Stroll     | Aston Martin-Mercedes      | 1:31.184               | 1:31.127               | 1:30.836               | 8          |
| 9                        | 31  | Esteban Ocon     | Alpine-Renault             | 1:31.508               | 1:30.914               | 1:30.984               | 9          |
| 10                       | 27  | Nico Hülkenberg  | Haas-Ferrari               | 1:31.204               | 1:30.809               | S/ Tempo               | 10         |
| 11                       | 4   | Lando Norris     | McLaren-Mercedes           | 1:31.652               | 1.31:181               | N/A                    | 11         |
| 12                       | 77  | Valtteri Bottas  | Alfa Romeo-Ferrari         | 1:31.504               | 1:31.443               | N/A                    | 12         |
| 13                       | 24  | Guanyu Zhou      | Alfa Romeo-Ferrari         | 1:31.615               | 1:31.473               | N/A                    | 13         |
| 14                       | 22  | Yuki Tsunoda     | AlphaTauri-Honda RBPT      | 1:31.400               | 1:32.510               | N/A                    | 14         |
| 15                       | 23  | Alexander Albon  | Williams-Mercedes          | 1:31.461               | S/ Tempo               | N/A                    | 15         |
| 16                       | 2   | Logan Sargeant   | Williams-Mercedes          | 1:31.652               | N/A                    | N/A                    | 16         |
| 17                       | 10  | Pierre Gasly     | Alpine-Renault             | 1:31.818               | N/A                    | N/A                    | 17         |
| 18                       | 20  | Kevin Magnussen  | Haas-Ferrari               | 1:31.892               | N/A                    | N/A                    | 18         |
| 19                       | 81  | Oscar Piastri    | McLaren-Mercedes           | 1:32.101               | N/A                    | N/A                    | 19         |
| 20                       | 21  | Nyck de Vries    | AlphaTauri-Honda RBPT      | 1:32.121               | N/A                    | N/A                    | 20         |
| Tempo dos 107%: 1:37.362 |     |                  |                            |                        |                        |                        |            |
| Fontes:                  |     |                  |                            |                        |                        |                        |            |

## Corrida

### Classificação
A corrida foi realizada em 5 de março de 2023 às 18:00, horário local ou às 12:00 no horário de Brasília (UTC+3).
| Pos.                                                                 | No. | Piloto           | Construtora                | Voltas | Tempo/Retirado | Pit | Pneus | Grid | Dif     | Pontos |
| -------------------------------------------------------------------- | --- | ---------------- | -------------------------- | ------ | -------------- | --- | ----- | ---- | ------- | ------ |
| 1                                                                    | 1   | Max Verstappen   | Red Bull Racing-Honda RBPT | 57     | 1:33:56.736    | 2   |       | 1    | Estável | 25     |
| 2                                                                    | 11  | Sergio Pérez     | Red Bull Racing-Honda RBPT | 57     | +11.987        | 2   |       | 2    | Estável | 18     |
| 3                                                                    | 14  | Fernando Alonso  | Aston Martin-Mercedes      | 57     | +38.637        | 2   |       | 5    | 2       | 15     |
| 4                                                                    | 55  | Carlos Sainz Jr. | Ferrari                    | 57     | +48.052        | 2   |       | 4    | Estável | 12     |
| 5                                                                    | 44  | Lewis Hamilton   | Mercedes                   | 57     | +50.977        | 2   |       | 7    | 2       | 10     |
| 6                                                                    | 18  | Lance Stroll     | Aston Martin-Mercedes      | 57     | +54.502        | 2   |       | 8    | 2       | 8      |
| 7                                                                    | 63  | George Russell   | Mercedes                   | 57     | +55.873        | 2   |       | 6    | 1       | 6      |
| 8                                                                    | 77  | Valtteri Bottas  | Alfa Romeo-Ferrari         | 57     | +72.647        | 2   |       | 12   | 4       | 4      |
| 9                                                                    | 10  | Pierre Gasly     | Alpine-Renault             | 57     | +73.753        | 3   |       | 17   | 8       | 2      |
| 10                                                                   | 23  | Alexander Albon  | Williams-Mercedes          | 57     | +89.774        | 3   |       | 15   | 5       | 1      |
| 11                                                                   | 22  | Yuki Tsunoda     | AlphaTauri-Honda RBPT      | 57     | +90.870        | 3   |       | 14   | 3       | —      |
| 12                                                                   | 2   | Logan Sargeant   | Williams-Mercedes          | 57     | 1V             | 3   |       | 16   | 4       |        |
| 13                                                                   | 20  | Kevin Magnussen  | Haas-Ferrari               | 57     | 1V             | 2   |       | 18   | 5       |        |
| 14                                                                   | 21  | Nyck de Vries    | AlphaTauri-Honda RBPT      | 57     | 1V             | 2   |       | 20   | 6       |        |
| 15                                                                   | 27  | Nico Hülkenberg  | Haas-Ferrari               | 57     | 1V             | 3   |       | 10   | 5       |        |
| 16                                                                   | 24  | Guanyu Zhou      | Alfa Romeo-Ferrari         | 57     | 1V             | 2   |       | 13   | 3       |        |
| 17                                                                   | 4   | Lando Norris     | McLaren-Mercedes           | 57     | 2V             | 6   |       | 11   | 8       |        |
| Ret.                                                                 | 31  | Esteban Ocon     | Alpine-Renault             | 42     | Mecânico       | 3   |       | 9    |         |        |
| Ret.                                                                 | 16  | Charles Leclerc  | Ferrari                    | 41     | Motor          | 2   |       | 3    |         |        |
| Ret.                                                                 | 81  | Oscar Piastri    | McLaren-Mercedes           | 13     | Elétrico       | 1   |       | 19   |         |        |
| Volta mais rápida: Guanyu Zhou (Alfa Romeo) – 1:33.996 (na volta 56) |     |                  |                            |        |                |     |       |      |         |        |
| Referências:                                                         |     |                  |                            |        |                |     |       |      |         |        |

### Voltas na liderança
| Piloto         | Construtora                | Voltas |
| -------------- | -------------------------- | ------ |
| Max Verstappen | Red Bull Racing-Honda RBPT | 54     |
| Sergio Pérez   | Red Bull Racing-Honda RBPT | 3      |
| Referências:   |                            |        |

### Informações da corrida
Antes do início da corrida, 19 pilotos entre os 20 competidores, resolveram largar de pneus macios. Com exceção de Kevin Magnussen (17º colocação), que optou pelo duro. Charles Leclerc, ainda na classificação, no dia anterior, decidiu não realizar sua última tentativa no Q3 visando economizar um jogo de pneus macios visando a corrida. Além disso, uma segunda segunda unidade relativa ao sistema de recuperação de energia e à unidade de controle eletrônico foi instalada em seu carro. O piloto monegasco da Ferrari, todavia, não foi penalizado no grid de largada, pois os novos componentes instalados estão entre os que podem ser utilizados dentro do número máximo estabelecido pelo regulamento técnico.
Max Verstappen liderou confortavelmente desde o início, perdendo apenas a liderança brevemente durante a primeira rodada de pit stops. Sergio Pérez foi lento no início e perdeu o segundo lugar após um forte começo de corrida por Charles Leclerc. Fernando Alonso e Lewis Hamilton disputaram posição na descida para a curva 4, Alonso foi atingido por seu companheiro de equipe Lance Stroll, fazendo com que as duas Aston Martin perdessem posições. Alonso saiu por cima após uma disputa roda a roda com George Russell na volta 13, ambos os pilotos foram ultrapassados nos pit stops para Valtteri Bottas na Alfa Romeo.
Oscar Piastri, da McLaren precisou abandonar a corrida. Zak Brown, CEO da escuderia afirmou que poderia ter havido algum problema elétrico na caixa de câmbio, eles solicitaram que Piastri fosse ao pit stop, porém ao tentarem trocar o volante, este não funcionou. Enquanto isso, seu companheiro de equipe Lando Norris também teve problemas de motor, desta vez com o sistema hidráulico, exigindo seis paradas nas boxes para resolver o problema. Durante a largada, foi revelado pela direção de prova uma posição irregular do carro de Esteban Ocon da Alpine no grid de largada levando-o à uma punição de cinco segundos. Este todavia,  ao não ter cumprido a punição corretamente, foi punido em mais cinco segundos. Ocon ainda foi penalizado pela terceira vez, por não cumprir a velocidade padrão no pitlane, levando a ser punido em mais cinco segundos, totalizando quinze segundos de punições.
Pérez ultrapassou Leclerc na volta 26, sendo a Red Bull Racing a única equipe da frente a usar o pneus macios nas duas primeiras paradas nos boxes. Após a segunda rodada de pit stops, Stroll, que estava correndo com o pulso e o dedo do pé quebrados, ultrapassou Russell quando este saiu dos boxes com pneus frios, o piloto da Aston Martin havia parado uma volta antes. Alonso e Hamilton se envolveram em mais uma disputa pelo quinto lugar, o piloto espanhol o inglês na curva 4 na volta 37, todavia Hamilton respondeu retomando a posição. Uma volta depois todavia, o piloto inglês não resistiu e permitiu que Alonso fizesse uma ultrapassagem na curva 10.
Charles Leclerc, da Ferrari precisou abandonar a corrida na volta 40 após uma pane mecânica no motor de seu carro. Com o abandono do piloto que estava em terceiro lugar, a direção de prova acionou o virtual safety car. Enquanto isso, Alonso ultrapassou Carlos Sainz com DRS na descida para a curva 11 na volta 45. E Pierre Gasly ultrapassou Alexander Albon para o nono lugar, tendo largado em último. Guanyu Zhou parou na penúltima volta para pneus macios e fez a volta mais rápida da corrida na última volta.
Max Verstappen conquistou sua primeira vitória no Circuito Internacional do Barém por quase doze segundos de diferença em relação ao seu companheiro de equipe na Red Bull Racing, Sérgio Pérez. Fernando Alonso terminou a corrida em terceiro, seu primeiro pódio desde o Grande Prêmio do Qatar de 2021 e o primeiro da Aston Martin desde o Grande Prêmio do Azerbaijão de 2021 com Sebastian Vettel.

## Tabela do campeonato após a corrida
| Pos.   | Piloto           | Pontos |
| ------ | ---------------- | ------ |
| 1      | Max Verstappen   | 25     |
| 2      | Sergio Pérez     | 18     |
| 3      | Fernando Alonso  | 15     |
| 4      | Carlos Sainz Jr. | 12     |
| 5      | Lewis Hamilton   | 10     |
| Fonte: |                  |        |

| Pos.   | Construtora                | Pontos |
| ------ | -------------------------- | ------ |
| 1      | Red Bull Racing-Honda RBPT | 43     |
| 2      | Aston Martin-Mercedes      | 23     |
| 3      | Mercedes                   | 16     |
| 4      | Ferrari                    | 12     |
| 5      | Alfa Romeo-Ferrari         | 4      |
| Fonte: |                            |        |

- Note: Apenas as cinco primeiras posições estão incluídas para ambos os conjuntos de classificação.